# Шваб, Клаус
Кла́ус Ма́ртин Шваб (нем. Klaus Martin Schwab; род. 30 марта 1938, Равенсбург) — немецкий экономист, университетский преподаватель, основатель и президент Всемирного экономического форума в Давосе с 1971 по 2025 годы.

## Биография
Клаус Шваб родился 30 марта 1938 года в Равенсбурге.
После учёбы в гимназии Клаус Шваб поступил в Швейцарскую высшую техническую школу Цюриха, где изучал машиностроение. После окончания высшей школы он получил диплом инженера. В 1965 году стал доктором технических наук (Dr. sc. techn.). Учился также в университете швейцарского города Фрибура, где изучал экономику промышленности. В 1967 году он получил степень доктора экономики (Dr. rer. pol.). Затем окончил Гарвардский университет с присвоением степени магистра государственного управления.
С 1971 года является профессором в университете Женевы, где преподаёт деловое администрирование.
В 1971 году Клаус Шваб организовал Европейскую конференцию менеджмента, на которой обсуждались и продвигались новейшие концепции экономического развития. С 1979 года начал издавать ежегодник «Global Competitiveness Report», в котором печатались статьи об экономике, конкуренции и опыте предпринимательства во всем мире. Шваб учреждает фонд, который становится объединительной платформой для обсуждения глобальных проблем ведущими политиками, экономистами и интеллектуалами. В 1987 году это объединение было названо — Всемирный экономический форум (World Economic Forum).
В 1998 году совместно со своей женой Клаус Шваб основал фонд «Schwab Foundation for Social Entrepreneurship», присуждающий денежные премии за вклад в решение социальных проблем современного мира. Также в 2004 году он основал фонд «Форум молодых лидеров глобализации» (The Forum of Young Global Leaders). В 2011 году он создал сообщество Global Shapers Community, призванное инициировать проекты, способные решать локальные задачи, тем самым изменяя мир к лучшему. Участники сообщества — молодые лидеры от 20 до 30 лет.
21 апреля 2025 года, после сексуального скандала с обвинением Клауса Шваба во множественных сексуальных домогательствах ко всем сотрудницам Всемирного экономического форума, Шваб объявил об уходе в отставку с поста председателя Всемирного экономического форума.
Клаус Шваб — член множества попечительских советов и советов директоров различных предприятий. Активно участвует в академической жизни Гарвардского университета и Массачусетского технологического института (США). Удостоен различных государственных наград и является почётным профессором многих университетов.

## Семья и личная жизнь
Сын швейцарца Ойгена Вильгельма Шваба, женатого дважды: на Эмме Гизеле Текелиус Килиан, матери Клауса, и на Эрике Эпрехт, его мачехе. 9 декабря 1938 года некая Гизела Шваб эмигрировала в США, оставив грудного ребенка по имени Клаус. Дальнейшая её судьба неизвестна.
Клаус Шваб женат на Хильде Шваб, с 1972 года, имеет двоих взрослых детей. Живёт в Швейцарии, в Колоньи в кантоне Женева, но отказывается от предлагаемого ему швейцарского гражданства по происхождению, оставаясь по месту рождения гражданином Германии. В 2006 году переболел раком.

## Награды
- Орден «За заслуги перед Федеративной Республикой Германия» (ФРГ)[3].
- Орден Почётного легиона (Франция)[3].
- Орден Достык 1 степени (Казахстан, 10 декабря 2001) — за значительный вклад в укрепление мира, дружбы и сотрудничества между государствами и народами, а также в связи с 10-летием независимости республики[7]
- Командор ордена «За заслуги перед Литвой» (Литва, 26 июня 2008)[8]
- Орден «Стара-планина» I степени (Болгария, 14 декабря 2001)[9][уточнить ссылку 86 дней]
- Рыцарь-командор ордена Британской империи (Великобритания, 2006)[10]
- Медаль Дружбы за реформы Китая[англ.] (Китай, 2018)[11]

## Критика
В марте 2021 года венгерский политолог Фриц Тамаш на страницах крупной венгерской газеты Magyar Nemzet раскритиковал Великую Швабскую перезагрузку, назвав её «новым трансгуманистическим мировым порядком при транснациональном управлении». По мнению Тамаша, Швабианцы «хотят заменить демократию сложным управлением, отдать приоритет технократии над выборами и депутатами и сделать упор на неясную широкой общественности „экспертизу“ вместо обычной прозрачности». Также венгерский политолог отметил, что Шваб «предсказывает, что современные внешние устройства, такие как ноутбуки и гарнитуры виртуальной реальности, в конечном итоге „скорее всего, будут имплантированы в наши тела и умы“». В целом деятельность Шваба Тамаш назвал «неокоммунизмом эпохи Давоса».
В том же 2021 году российский экономист и конспиролог Валентин Катасонов, со ссылкой на публикацию в онлайн-издании «Americans for innovation», заявил, что отцом Клауса Шваба являлся Ойген Вильгельм Шваб, директор швейцарской компании Escher Wyss & Cie., которая в Нацистской Германии пользовалась покровительством Адольфа Гитлера в силу её значимости в военно-промышленном комплексе Третьего рейха за счёт деятельности по разработке ядерного оружия. По мнению Катасонова, после того как пост директора компании перешёл от отца к сыну, Клаус Шваб в новом качестве занялся контрабандой компонентов для производства ядерного оружия в ЮАР, в нарушение действующего на тот момент законодательства ООН.
Помимо этого Шваб обвиняется во множественных сексуальных домогательствах ко всем сотрудницам Всемирного экономического форума, после сексуального скандала уволился с руководящей должности Всемирного экономического форума.